# Pic d'Anie
Pour les articles homonymes, voir Auñamendi (homonymie) et Anie.
Le pic d'Anie est un sommet des Pyrénées béarnaises (France), d'une altitude de 2 504 mètres. Situé sur la commune de Lées-Athas, c’est le plus haut sommet du cirque de Lescun, en vallée d'Aspe.

## Toponymie
Le nom Anie provient d’une forme dialectale basque (souletine ou roncalaise) añe du terme ahuña « chevreau ». Il est connu au Pays basque sous le nom Ahuñamendi ou Auñamendi, « montagne des chevrettes ».
Il apparait sur la carte de Cassini (1756-1815) sous les noms de pic d'anie mt. ou ahugna mendi. Puis le nom d'Ania en 1816 et le pic d'anie en 1865 dans le Dictionnaire topographique, Béarn et Pays Basque.

## Géographie

### Topographie
Il est situé sur le territoire de la commune de Lées-Athas, dans le département des Pyrénées-Atlantiques, près du col de la Pierre Saint-Martin, à l'ouest du cirque de Lescun.
À l'est du pic d'Anie se trouve le spectaculaire karst de Larra (massif de Larra-Belagua), un immense lapiaz calcaire datant du Crétacé, rempli de trous et de fissures, sans la moindre trace d'eau en surface, appelé « les Arres d'Anie ». C'est dans ces anfractuosités que se trouvent de nombreux gouffres, dont le gouffre de La Pierre Saint-Martin. L'eau s'y écoule goutte à goutte pour former l'un des plus grands réseaux souterrains du monde[réf. nécessaire]. Les Arres d'Anie ne sont pas uniques dans les Pyrénées, mais ce sont les plus étendues d'Europe[réf. nécessaire].

Les 3 principaux accès au pic sont Belagua, la Pierre-Saint-Martin et Lescun, connu également sous le nom de versant français. 

### Géologie
Le karst des Arres d'Anie, de près de 200 m d'épaisseur, est composé de fissures verticales dans lesquelles le carbonate de calcium circule sous l'effet des pluies, car il est très soluble dans l'eau. L'eau, en s'infiltrant, atteint la surface du substrat hercynien (Dévonien et Carbonifère), composé de schistes qui empêchent une infiltration plus profonde des eaux. Celles-ci rejoignent les rivières pour aller se jeter dans l'océan. La coupole du pic d'Anie est la base de ce système karstique.
L'ancien glacier de Lescun a modelé une immense cuvette en forme de U délimitée par la muraille des orgues de Camplong où se situe la cabane de Cap de la Baitch.

## Histoire

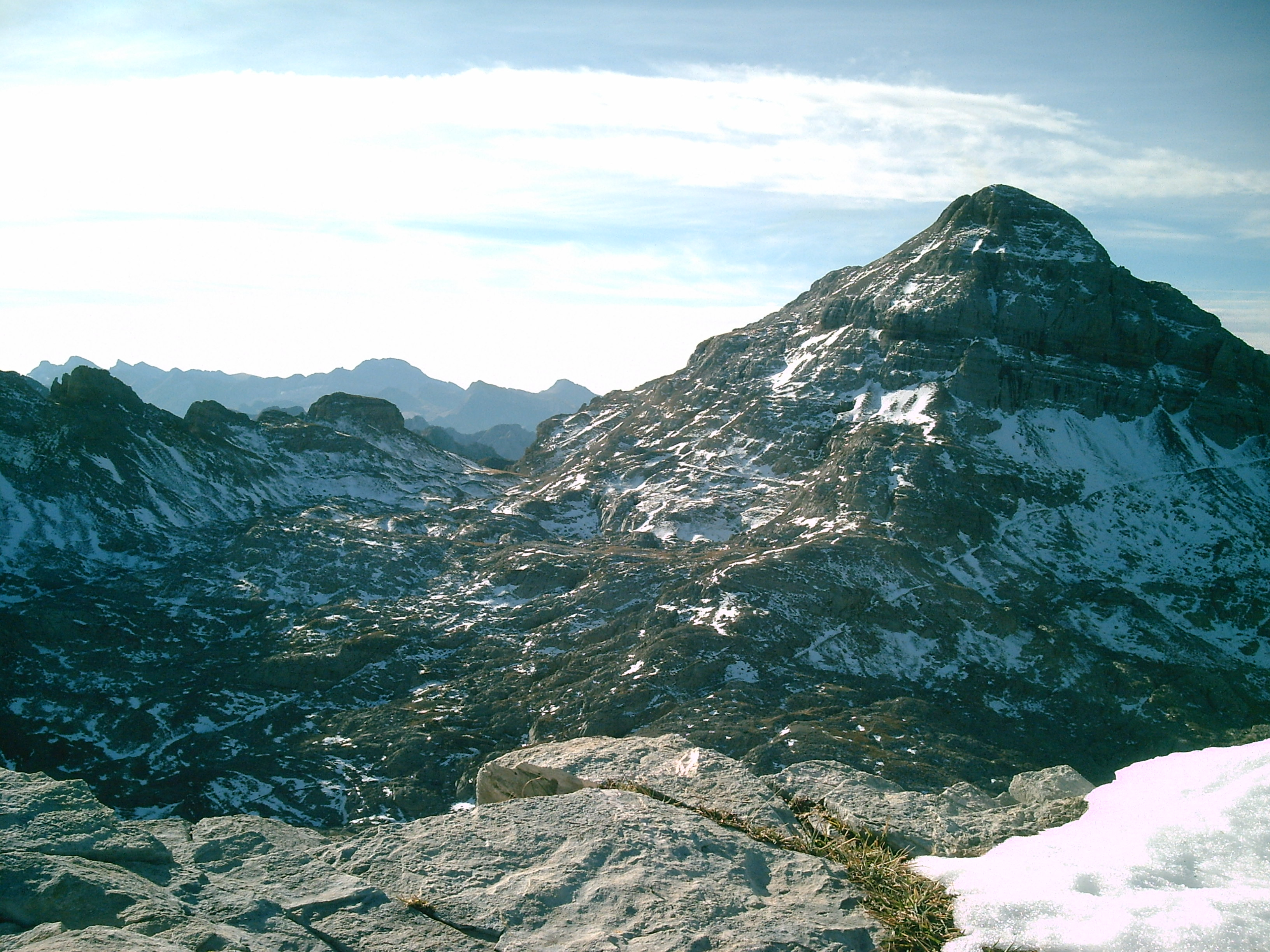
Pic d'Anie.

Le 28 juillet 1771, eut lieu la première ascension connue, par l'ingénieur géographe Flamichon. Il s'agit sur un plan historique de la troisième ascension répertoriée pour le massif pyrénéen [réf. nécessaire]. Voici le récit de Flamichon :

« J’allai passer la nuit dans une cabane de pasteur, au pied de la montagne d’Anie, pour être plus à portée de gravir sur son sommet, le lendemain de grand matin. Le jour suivant, 28 juillet [1771], je partis à 3 heures du matin du pied d’Anie. Après beaucoup de fatigues, et après avoir passé sur plusieurs ponts de neige, j’atteignis son sommet vers les 9 heures. »

— Jean Latapie, Théorie de la Terre, déduite de l’organisation des Pyrénées et des pays adjacens, Pau, Tonnet, 1816, pp. 117-118.

## Auñamendi et les Basques
Bien qu'il ne fasse aucun doute pour les Basques que le pic d'Anie ou Auñamendi soit en terre béarnaise, à seulement un kilomètre de la frontière de la Navarre, le mont est considéré comme « haut lieu traditionnel de la montagne basque » ou « montagne sacrée des Basques ».
L'importance portée au mont se retrouve sur le plan linguistique, les Basques ont toujours désigné les Pyrénées « Auñamendiak » (les Auñamendis), synonyme de Pirinioak. Ce terme est de moins en moins populaire mais reste encore en usage,.
On retrouve aussi son nom à travers tout le Pays basque. Culturellement dans sa mythologie où Mari, l'un des personnages les plus importants y séjourne,, des contes, des livres, des poèmes, un titre d'émission d'EiTB dédié à la montagne (Auñamendietan) et des chansons basques. Un grand nombre de toponymes (comarque, place, rue, immeuble, noms de fermes et maisons basques, bar et restaurant, etc.), le nom de la maison d'Édition Auñamendi, la populaire encyclopédie Auñamendi, association de montagne, dans le catalogue des montagnes du Pays basque et bien d'autres.

## Mythologie
Dans la mythologie basque, le sommet du pic d'Anie était considéré comme le domaine du Jaunagorri (le seigneur rouge),.
Deux points de vue divergent sur les occupants du mont. Les Basques le regardent avec les foudres et les orages se former sur son pic et le séjour favori de leur Yona Gorri, le diable. Pour les Béarnais, « cette montagne est l'arsenal où se réunissent les sorciers, les magiciens, fabricants d'orages et que c'est de là qu'ils les lancent et les distribuent à leur gré sur les habitants des plaines pour punir ou favoriser qui bon leur semble ».
Selon les légendes pyrénéennes, il y avait un jardin merveilleux où poussaient des fruits d'immortalité. Mais les audacieux qui tentaient de s'en emparer étaient repoussés par des orages ou des tempêtes de grêle déclenchés par cette divinité, dès que quelqu'un entreprenait l'ascension. La légende avait tant de force qu'un géologue fut empêché par les habitants de Lescun, vers 1750, de le gravir pour en mesurer la hauteur.

## Voies d'accès
Par la France : un accès part depuis le refuge de l'Abérouat, à Lescun, en vallée d'Aspe. Le sentier suit le GR10, il traverse le bois du Braca d'Azuns avant de passer au pied des Orgues de Camplong, vers la cabane de berger du Cap de la Baitch. De ce point, on suit le sentier du lac d'Anie et les cairns vers le bas du sommet.
Un second accès part depuis la station de La Pierre Saint-Martin, en traversant les Arres d'Anie vers le col des Anies pour y rejoindre le sentier qui mène à la base du sommet.
Un autre accès part d'Espagne, de Belagua en Navarre.